# Furna da Nascente
A Furna da Nascente é uma gruta portuguesa localizada na freguesia da Agualva, concelho da Praia da Vitória, ilha Terceira, arquipélago dos Açores.
Esta cavidade apresenta uma geomorfologia de origem vulcânica posta a descoberto pela erosão e localizada em arriba. Apresenta um comprimento de 88 m. por uma altura máxima de 8 m. devido às suas características geomorfológicas encontra-se classificada como fazendo parte da Rede Natura 2000.